# 야부즈 술탄 셀림 교
야부즈 술탄 셀림 교(튀르키예어: Yavuz Sultan Selim Köprüsü 야부즈 술탄 셀림 쾨프뤼쉬[*]) 또는 보스포루스 제3대교(튀르키예어: Üçüncü Boğaz Köprüsü 위췬쥐 보아즈 쾨프뤼쉬[*])는 튀르키예 이스탄불에 위치한 교량으로, 보스포루스 해협을 횡단한다. 이 교량은 세계에서 가장 긴 현수교이자 미요 교 다음으로 두번째로 긴 교량이다. 2016년 8월 26일, 개통하였다.

## 사진

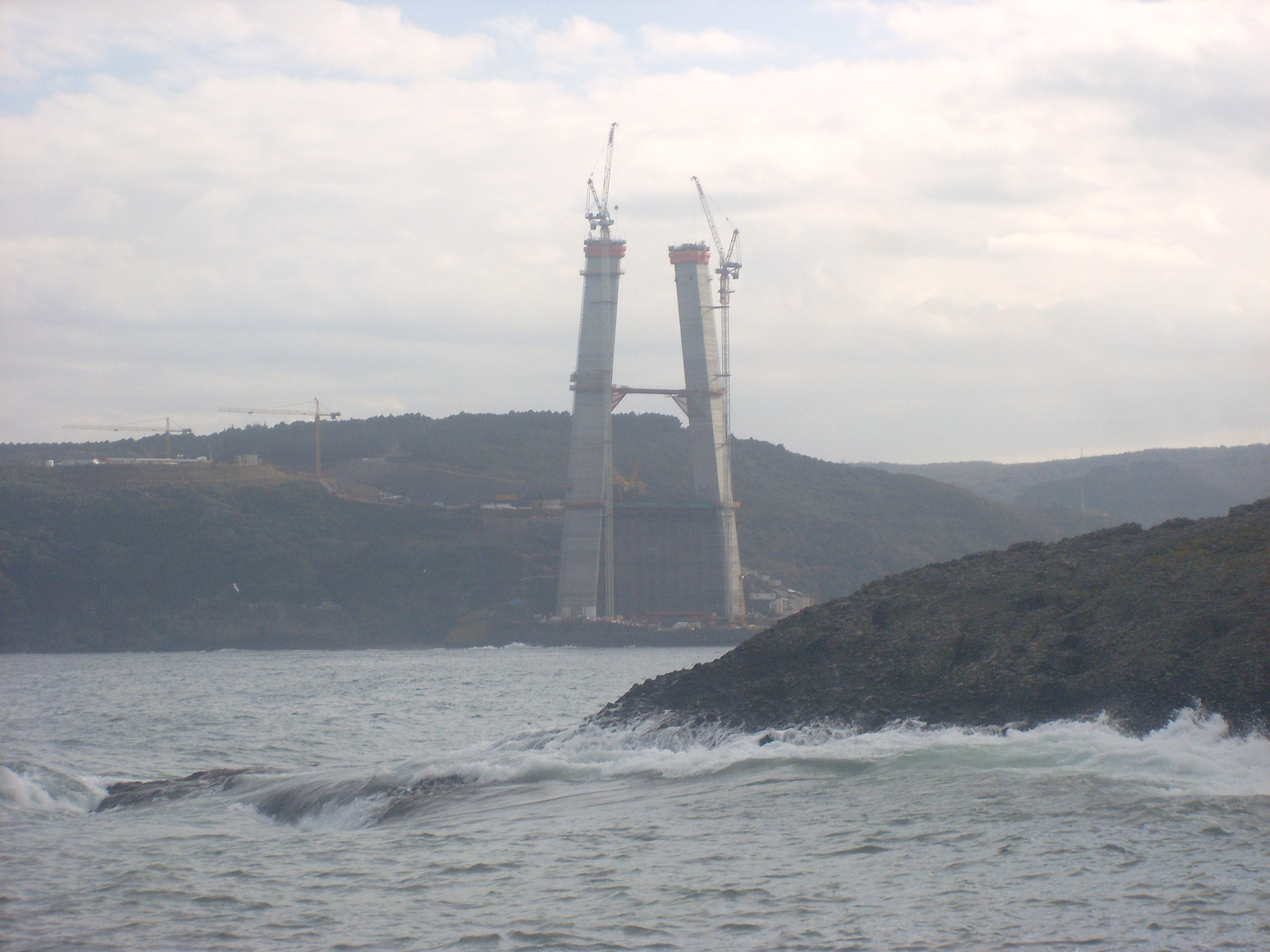
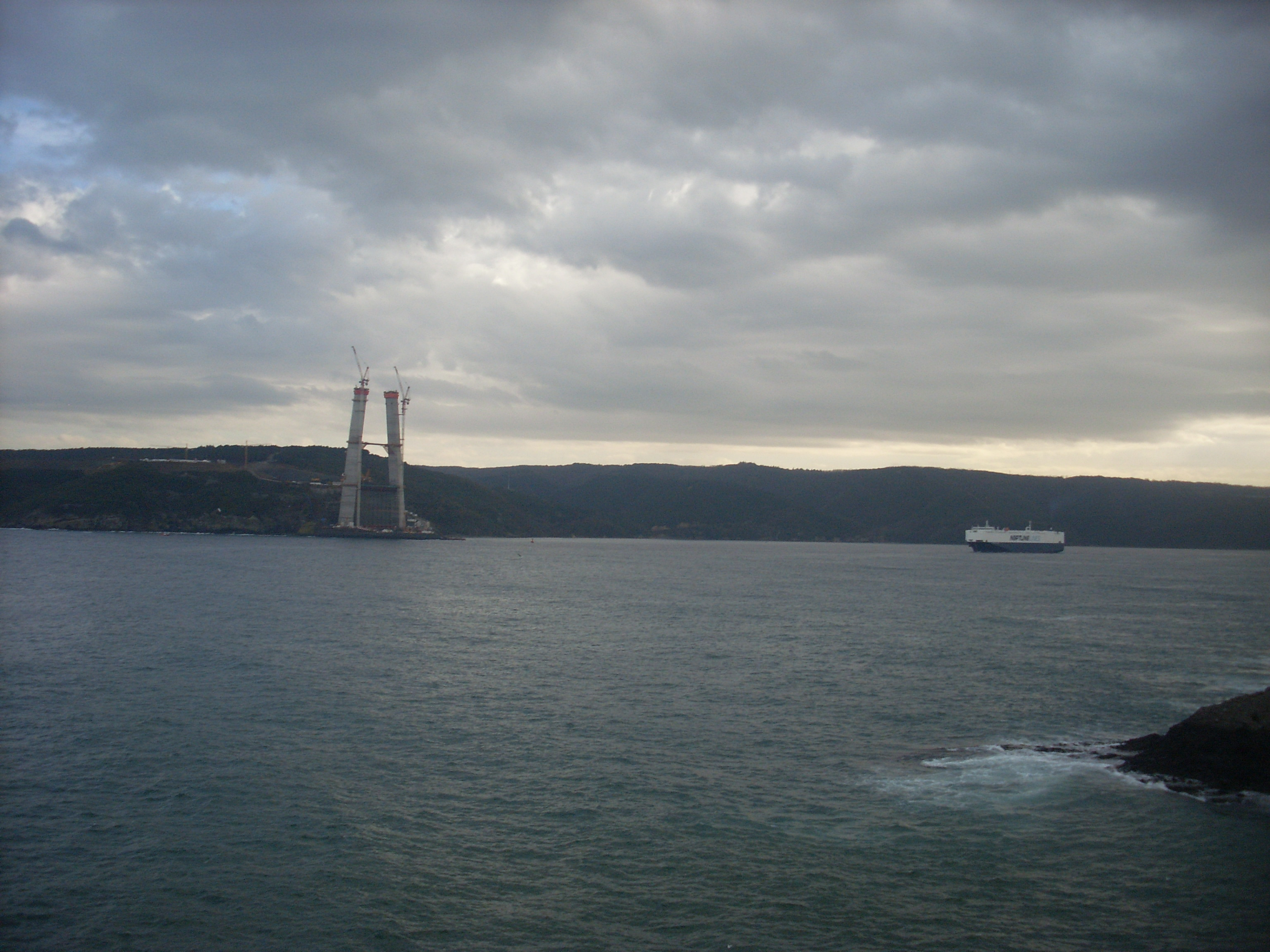
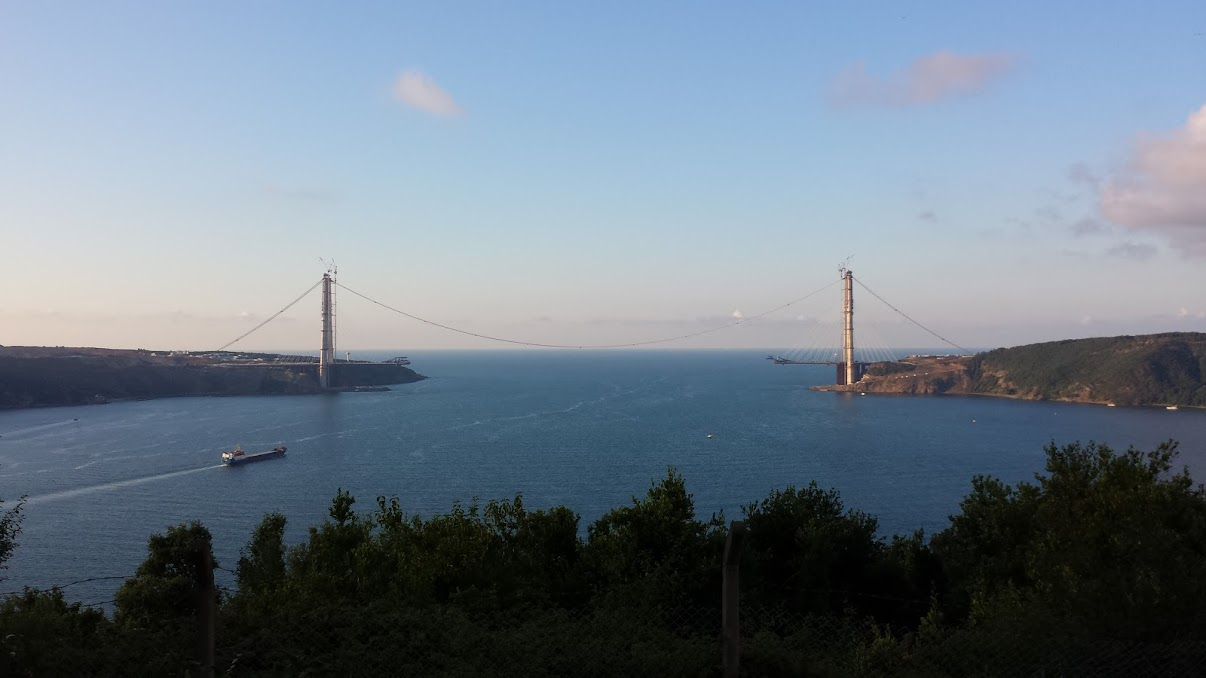

## 같이 보기
- 이스탄불 운하
- 이스탄불 공항
- 7월 15일 순교자의 다리
- 파티흐 술탄 메흐메트 교
- 아브라샤 터널
- 마르마라이
- 이스탄불의 교통